# Natalia Boa Vista
Natalia Boa Vista est un personnage de fiction, héroïne de la série télévisée Les Experts : Miami, joué par l'actrice américaine Eva LaRue.

## Biographie
Arrivée dans la saison 4, elle n'est, à ses débuts, pas très appréciée par Ryan qui la prend pour une jeune stagiaire maladroite. Mais elle fait très vite ses preuves et s'intègre rapidement à l'équipe. Elle semble avoir des affinités avec tout le monde (même Ryan), et surtout avec Eric.
À l'origine elle travaillait pour les services de renseignements du FBI
Nathalia a deux sœurs, Annia et Christine. Sa sœur Annia est portée disparue, lors de la saison 5.
Elle a déclaré dans l’épisode 16 de la saison 8 avoir été victime de violences conjugales. Elle est donc touchée par le cas d’une jeune femme ayant subi ces violences dans le même épisode allant même jusqu’à lui donner sa carte personnelle.